# Q2K
Q2K е осмият студиен албум на прогресив метъл бандата Queensrÿche от 1999 година. Бандата е прекъснала 14-годишната си работа с EMI, китаристът Крис ДеГармо вече не е в състава, както се изразява Джеф Тейт: „Напускането на Крис беше най-трудната задача, с която трябваше да се справим. Той ни остави съкрушени. Във финансово отношение бяхме застанали на ръба на пустиня, чудейки се дали ще имаме достатъчно вода за да я пресечем“.
Месец след напускането на китариста, Queensrÿche се събират, за да обсъдят бъдещето на състава. В тях витае чувство на несигурност и страх. И така те определят основните си цели: да впрегнат целия талант на продуцента им Кели Грей, да запишат нови парчета и да намерят нов мениджмънт и звукозаписна компания. Подготовката за албума е нещо ново за членовете на групата, дължащо се на отсъствието на Крис ДеГармо, чиито стил и влияние са двигателят на звученето на Куийнсрайк дотогава. В заключение Джеф Тейт добавя: „Сега когато слушам това което сътворихме в тогавашните месеци изпълнени със стрес, чувам банда която се опитва да преопредели себе си и да продължи напред, след няколкото опустошителни удара които понесе“.

## Списък на песните
1. Falling Down
2. Sacred Ground
3. One Life
4. When The Rain Comes...
5. How Could I?
6. Beside You
7. Liquid Sky
8. Breakdown
9. Burning Man
10. Wot Kinda Man
11. The Right Side Of My Mind

### 2006
През 2006 година албумът е ремастериран и преиздаден, като са включени 4 неиздавани дотогава бонус парчета:
- 12. Until There Was You
- 13. Howl
- 14. Sacred Ground (Live)
- 15. Breakdown (Radio Edit)

## Членове
- Джоф Тейт – вокал
- Майкъл Уилтън – китари
- Кели Грей – китари
- Еди Джаксън – бас
- Скот Рокенфийлд – барабани